# Антиок (Калифорнија)
Антиок (енгл. Antioch) град је у америчкој савезној држави Калифорнија. По попису становништва из 2010. у њему је живело 102.372 становника.

## Демографија
Према попису становништва из 2010. у граду је живело 102.372 становника, што је 11.840 (13,1%) становника више него 2000. године.
|                   | 2010.            | 2000.           |
| Укупно            | 102 372 (100,0%) | 90 532 (100,0%) |
| Белци             | 36 490 (35,64%)  | 50 644 (55,94%) |
| Хиспаноамериканци | 32 436 (31,68%)  | 20 024 (22,12%) |
| Афроамериканци    | 17 667 (17,26%)  | 8 824 (9,747%)  |
| Азијати           | 10 709 (10,46%)  | 6 697 (7,397%)  |
| Остали            | 5 070 (4,953%)   | 4 343 (4,797%)  |